# National Lampoon's Barely Legal
National Lampoon's Barely Legal (br: Quase Ilegal) conhecido também como After School Special, é um filme estadunidense de 2003, do gênero comédia, dirigido por  David Mickey Evans e distribuído pela Sony Pictures Entertainment.

## Elenco
- Erik von Detten - Deacon Lewis
- Tony Denman - Fred
- Daniel Farber - Matt
- Sarah-Jane Potts - Ashley
- Amy Smart - Naomi
- Tom Arnold - Mr. Lewis
- Dey Young - Mrs. Lewis
- Riley Smith - Jake
- Vince Vieluf - Tom "Coop" Cooperman
- Samm Levine - Roger
- Cameron Richardson - Rachael
- Horatio Sanz - Vic Ramalot
- C. Ernst Harth - Magazine Man